# 카사바

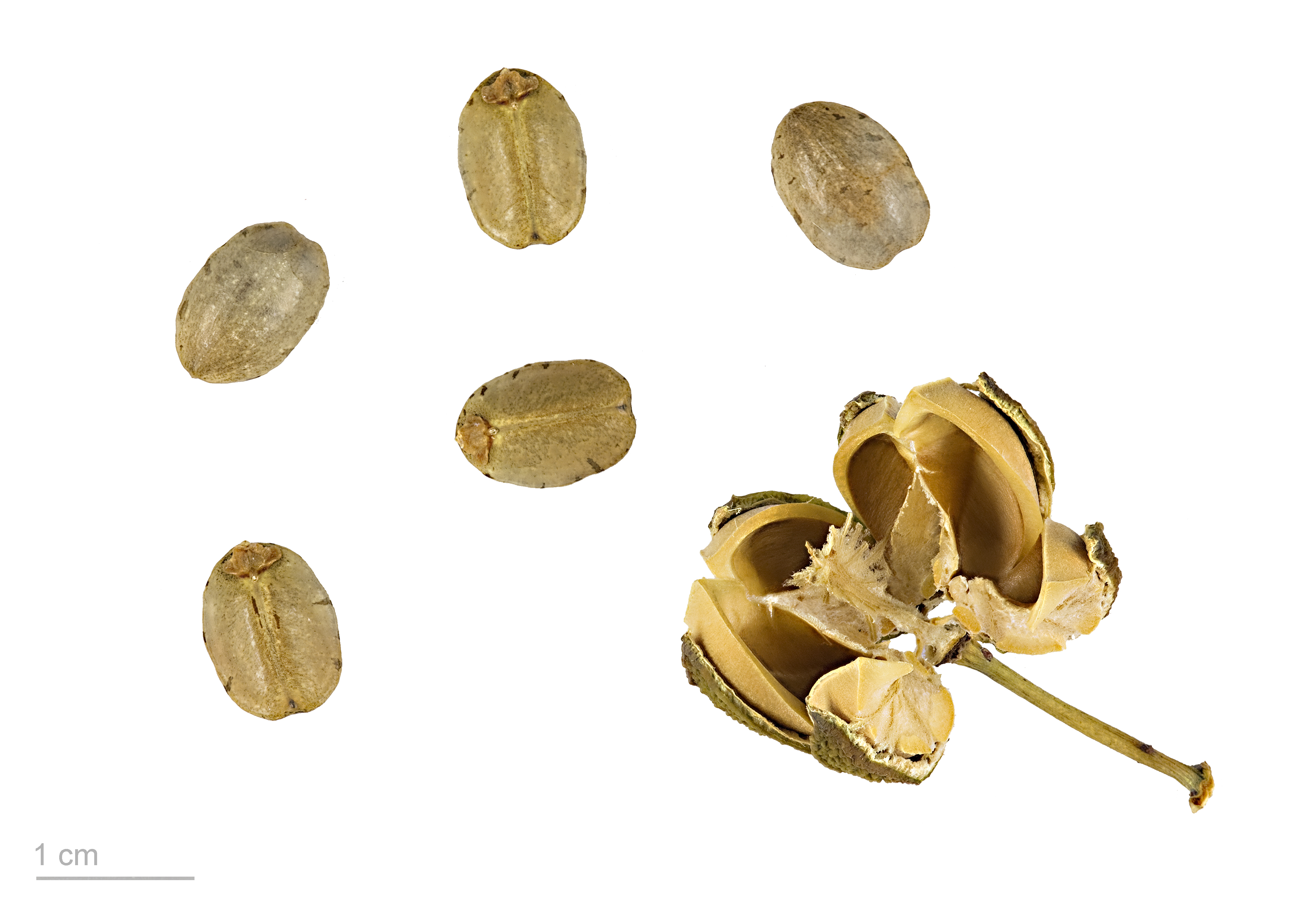
Manihot esculenta

카사바(영어: cassava) 또는 마니옥(영어: manioc)은 남아메리카가 원산지인 다년성 작물이다. 높이는 1.5~3미터이고 지름은 2~3센티미터이다. 덩이뿌리가 사방으로 처져 고구마와 비슷하게 굵으며 겉 껍질은 갈색이고 속은 하얀색이다. 이 덩이뿌리에는 칼슘과 비타민C가 풍부하게 들어있고, 20~25%의 녹말이 들어있다. 하지만 사이안화물 계열의 독성 물질이 함유되어 있으므로 음식으로 섭취 전에는 충분한 독의 제거 과정이 필수적이며 영양학적으로 단백질, 지방은 거의 없고 탄수화물에 아주 치우쳐 있어서 카사바만 주식으로 할 경우엔 심각한 영양 불균형으로 이어질 수가 있다. 카사바는 때로 타피오카로도 불리는 카사바 녹말의 재료이며, 버블티에 들어있는 타피오카 펄은 카사바 녹말로 만든 것이다.

## 같이 보기
- 카사바가루
- 대체 암 치료법